# Placówka Straży Celnej „Małe Pólko”

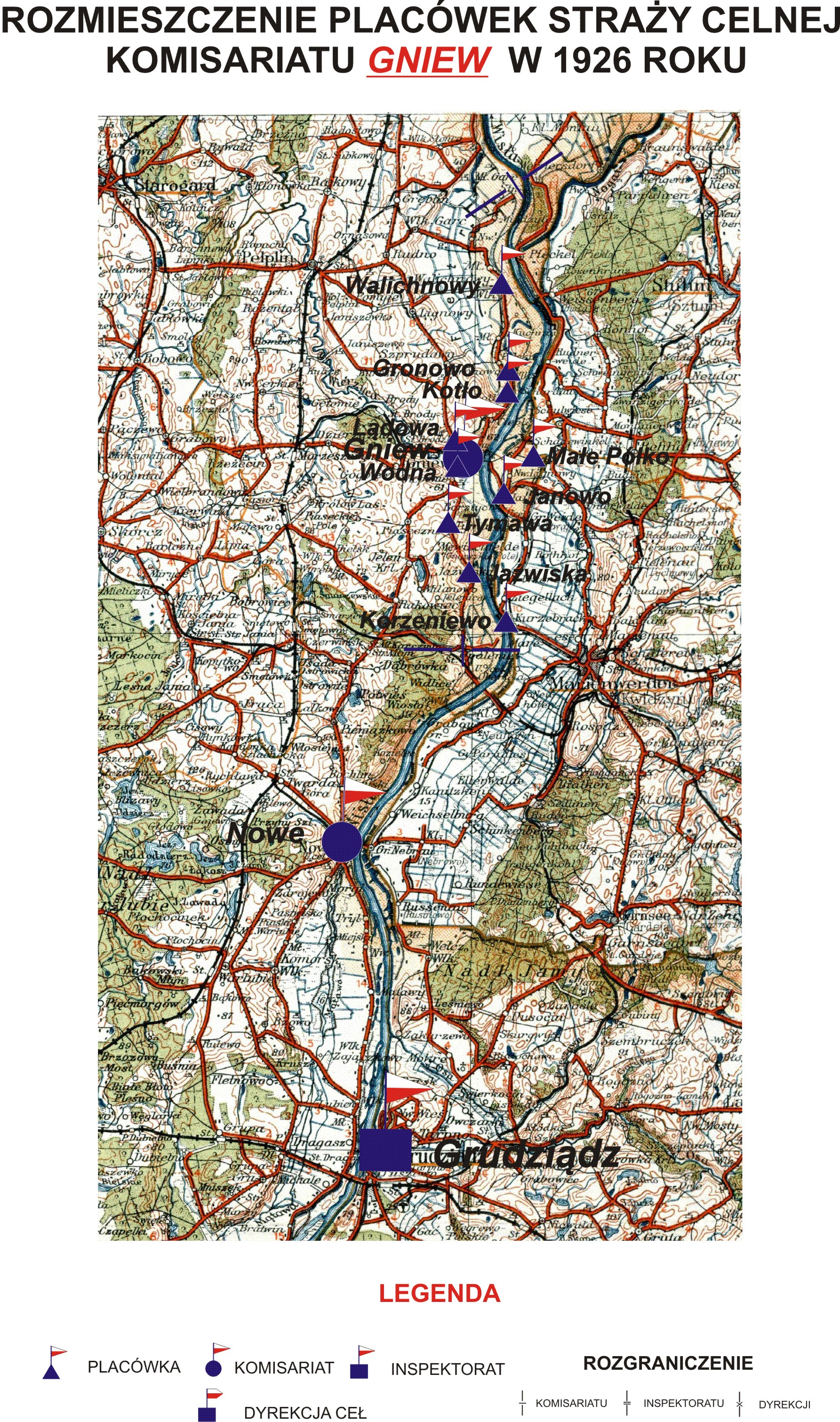
Rozmieszczenie placówek SC komisariatu 'Gniew" w 1926 r.

Placówka Straży Celnej „Małe Pólko” – jednostka organizacyjna Straży Celnej pełniąca w okresie międzywojennym służbę ochronną na granicy polsko-niemieckiej.

## Formowanie i zmiany organizacyjne
Na wniosek Ministerstwa Skarbu, uchwałą z 10 marca 1920 roku, powołano do życia Straż Celną. Od połowy 1921 roku jednostki Straży Celnej rozpoczęły przejmowanie odcinków granicy od pododdziałów Batalionów Celnych. Proces tworzenia Straży Celnej trwał do końca 1922 roku. Placówka Straży Celnej „Małe Pólko” weszła w podporządkowanie komisariatu Straży Celnej „Gniew” z Inspektoratu SC „Grudziądz”.
W drugiej połowie 1927 roku przystąpiono do gruntownej reorganizacji Straży Celnej. W praktyce skutkowało to rozwiązaniem tej formacji granicznej. Ochronę północnej, zachodniej i południowej granicy państwa przejęła powołana z dniem 2 kwietnia 1928 roku Straż Graniczna. W strukturach nowo powstałej formacji nie odtworzono placówki „Małe Pólko”.

## Służba graniczna
Sąsiednie placówki
- placówka Straży Celnej „Janowo” ⇔ placówka Straży Celnej „Gniew wodna” – 1926[8]

## Funkcjonariusze placówki
Kierownicy placówki
| stopień                     | imię i nazwisko, numer | okres pełnienia służby | kolejne stanowisko |
| --------------------------- | ---------------------- | ---------------------- | ------------------ |
| starszy strażnik przodownik | Walenty Nowak (2606)   | był w 1926             |                    |

Obsada personalna placówki w 1926:
- starszy strażnik Walenty Nowak (2606)
- strażnik Franciszek Witkowski (2774)
- strażnik Kazimierz Adamski (2881)
- strażnik Wilhelm Brzozowski (3134)
- strażnik Andrzej Niewiadomski (3200)